# Liste des routes nationales de l'Espagne

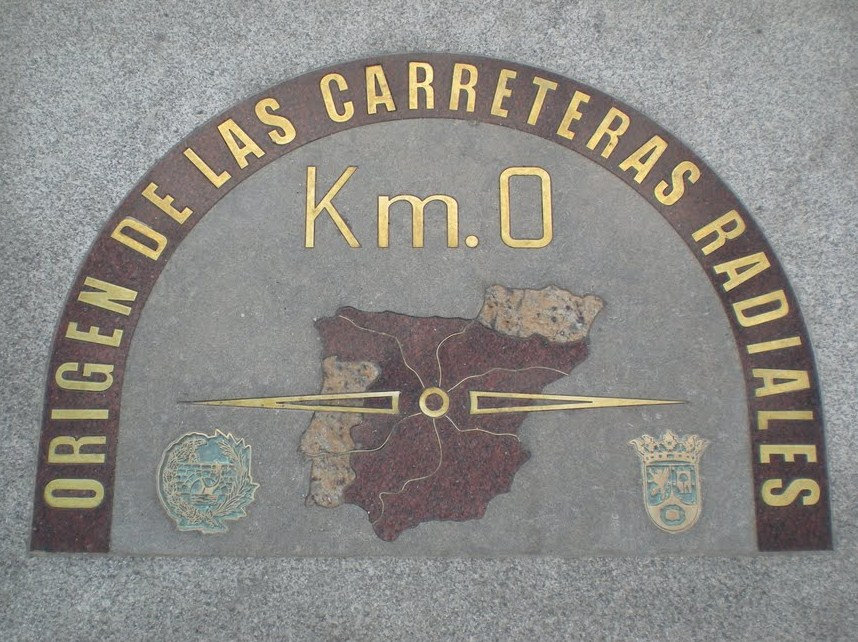
Origine des routes radiales a la Puerta del Sol.

Les routes nationales (en espagnol : carreteras nacionales) ou routes générales (en espagnol : carreteras generales), sont des routes publiques gérées par le ministère des Transports et de la Mobilité durable.
Au 31 décembre 2023, le réseau routier espagnol s'étend sur 14 231 kilomètres.

## Système de numérotation des routes

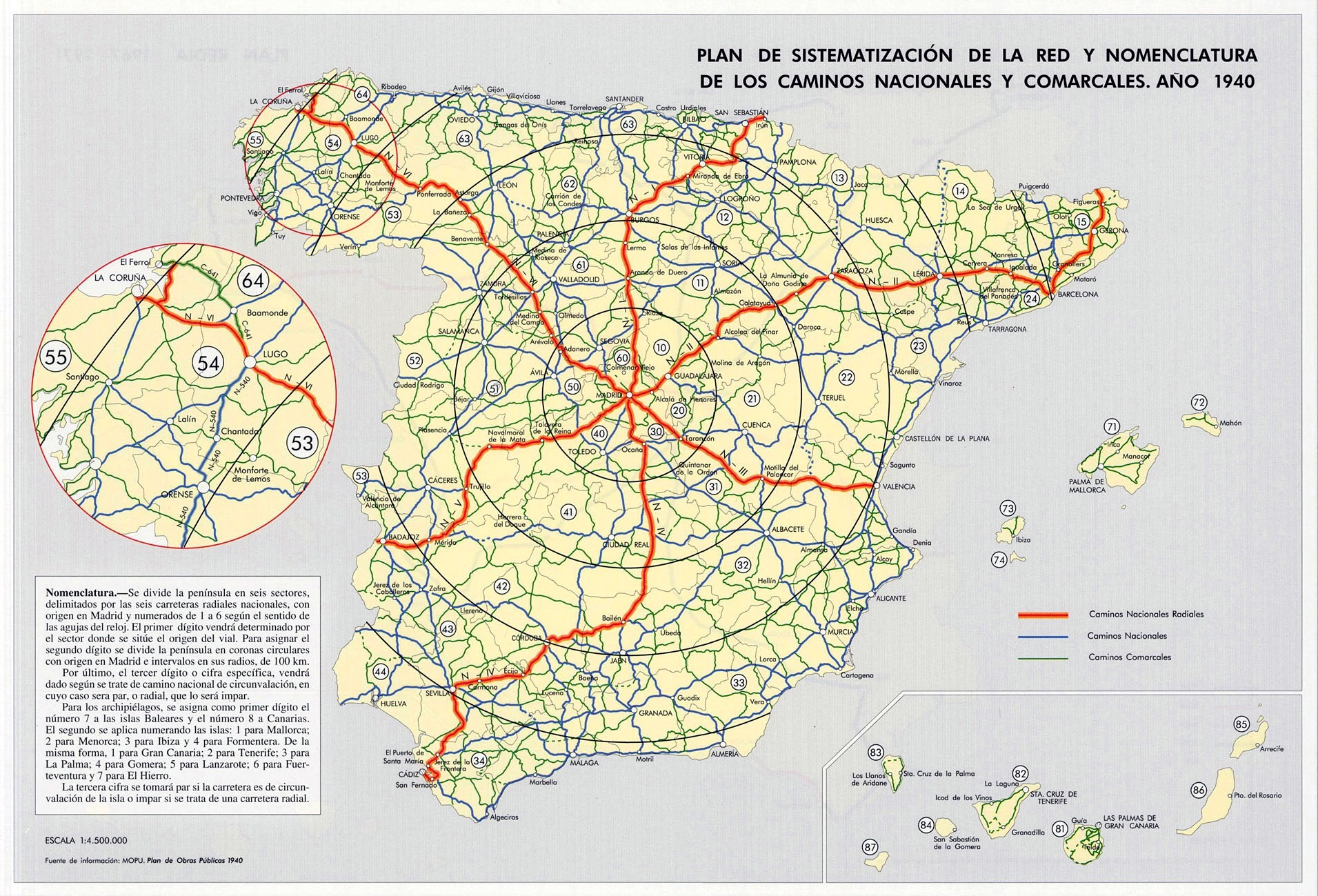
Plan de nomenclaturedes routes.

Un système de numérotation des routes est utilisé selon les règles du quatrième Plan général routier (Plan General de Carreteras) de 1939-1941 (Plan Peña).
Six routes radiales qui relient Madrid à ses côtes et à ses frontières divisent le territoire continental espagnol  (à l'exception des îles Canaries et Baléares) en 6 secteurs radiaux.
Ces routes radiales sont énumérées dans le sens des aiguilles d'une montre comme indiqué sur le plan de nomenclature,.
- N-I de Madrid vers la France via Irún ou Carretera de Burgos : en direction nord
- N-II de Madrid vers la France via La Jonquera ou Carretera de Barcelona : direction nord-est
- N-III de Madrid à Valence ou Carretera de Valencia : en direction est
- N-IV de Madrid à Cadix ou Carretera de Andalucía : en direction sud
- N-V de Madrid à la frontière portugaise ou Carretera de Extremadura : en direction ouest
- N-VI de Madrid à La Corogne ou Carretera de A Coruña : direction nord-ouest.

## Liste des routes

### De la Route Nationale N-I à la N-152
| Route  | Itinéraire                                                                   | Longueur |
| ------ | ---------------------------------------------------------------------------- | -------- |
| N-I    | Madrid - Burgos - Saint Sébastien - Irun - Frontière Française               | 164 km   |
| N-102  | Ariñez (A-1) - Vitoria-Gasteiz                                               |          |
| N-104  | Vitoria-Gasteiz - Argómaniz (A-1)                                            |          |
| N-110  | Soria - Segovie - Avila - Plasencia                                          |          |
| N-111  | Medinaceli - Soria - Logroño - Pampelune                                     |          |
| N-113  | Ágreda - Valtierra                                                           |          |
| N-120  | Logroño - Burgos - León - Ourense - Vigo                                     |          |
| N-121  | Pampelune - Valtierra                                                        |          |
| N-121a | Pampelune - Behobia                                                          |          |
| N-121b | Oronoz - Dancharinea                                                         |          |
| N-121c | Tudela - Tarazona                                                            |          |
| N-122  | Gallur - Tarazona - Soria - Aranda de Duero - Valladolid - Zamora - Portugal |          |
| N-123  | Benabarre - Barbastro                                                        |          |
| N-124  | Ollauri - Miranda de Ebro                                                    |          |
| N-135  | Pampelune - France                                                           |          |
| N-138  | Esteribar - France                                                           |          |
| N-141  | Bossòst - France                                                             |          |
| N-145  | La Seu d'Urgell - Andorre                                                    |          |
| N-150  | Montcada i Reixac - Sabadell - Terrassa                                      |          |
| N-152  | Ripoll - Vic - France                                                        |          |

### De la Route Nationale N-II à la N-260
| Route | Itinéraire                                                                      | Longueur |
| ----- | ------------------------------------------------------------------------------- | -------- |
| N-II  | Madrid - Saragosse - Lleida - Barcelone - Gerone - Frontière Française          | 780 km   |
| N-204 | Sacedón - Almadrones                                                            |          |
| N-211 | Alcolea del Pinar - Alcañiz - Fraga                                             |          |
| N-220 | Aéroport de Valence - V-30                                                      |          |
| N-225 | Teruel - Castellón de la Plana                                                  |          |
| N-230 | Lérida - France                                                                 |          |
| N-232 | Vinaròs - Alcañiz - Saragosse - Tudela - Logroño - Pancorbo - Cabañas de Virtus |          |
| N-234 | Sagonte - Teruel - Burgos                                                       |          |
| N-236 | AP-2 - Lérida                                                                   |          |
| N-237 | Sagonte - Port de Sagonte                                                       |          |
| N-238 | AP-7 - Vinaròs                                                                  |          |
| N-240 | Tarragone - Lérida - Huesca - Jaca - Pampelune - Vitoria - Bilbao               |          |
| N-260 | Portbou - Figueras - Puigcerdá - Sabiñánigo                                     |          |

### De la Route Nationale N-III à la N-357
| Route | Itinéraire | Longueur |
| ----- | --- | -------- |
| N-III | Madrid - Valence                                                                                                | 112 km   |
| N-301 | Ocaña - La Roda - Murcie - Cartagène                                                                            |          |
| N-310 | Manzanares - Villanueva de la Jara                                                                              |          |
| N-320 | La Gineta - Cuenca - Guadalajara - Venturada                                                                    |          |
| N-322 | Bailén - Albacete - Requena                                                                                     |          |
| N-323 | Bailén - Jaén - Granada - Motril                                                                                |          |
| N-324 | Cordoue - Jaén - Guadix - Almería                                                                               |          |
| N-325 | Novelda - Crevillente                                                                                           |          |
| N-330 | Alicante - Almansa - Utiel - Teruel - Saragosse - Huesca - Jaca - France                                        |          |
| N-331 | Cordoue - Malaga                                                                                                |          |
| N-332 | Vera - Cartagène - Alicante - Valence                                                                           |          |
| N-335 | V-30 - Port de Valence                                                                                          |          |
| N-338 | A-7 - Aéroport international d'Alicante - Alicante - N-332                                                      |          |
| N-340 | Cadix - Algésiras - Malaga - Motril - Murcie - Elche - Alicante - Castellón de la Plana - Tarragone - Barcelone |          |
| N-341 | Venta del Pobre - Carboneras                                                                                    |          |
| N-343 | Alumbres - Escombreras                                                                                          |          |
| N-344 | Almería - Alcantarilla - Fuente de la Higuera                                                                   |          |
| N-345 | La Unión - Portman                                                                                              |          |
| N-350 | N-340 - Port d'Algeciras (Sud)                                                                                  |          |
| N-351 | San Roque - Gibraltar                                                                                           |          |
| N-357 | A-7 - Port d'Algeciras (Nord)                                                                                   |          |

### De la Route Nationale N-IV à la N-443
| Route | Itinéraire                                                                                | Longueur |
| ----- | ----------------------------------------------------------------------------------------- | -------- |
| N-IV  | Madrid - Cordoue - Séville - Cadix                                                        | 645 km   |
| N-400 | Tolède - Aranjuez - Ocaña - Tarancón - Cuenca                                             |          |
| N-401 | Burguillos de Toledo - Ciudad Real                                                        |          |
| N-403 | Tolède - Maqueda - Ávila - Adanero                                                        |          |
| N-420 | Montoro - Ciudad Real - Alcázar de San Juan - Cuenca - Ademuz - Teruel - Reus - Tarragone |          |
| N-430 | Badajoz - Mérida - Ciudad Real - Albacete - Valence                                       |          |
| N-431 | Séville - Huelva - Portugal                                                               |          |
| N-432 | Badajoz - Cordoue - Grenade                                                               |          |
| N-433 | El Garrobo - Portugal                                                                     |          |
| N-435 | La Albuera - Jerez de los Caballeros - Fregenal de la Sierra - San Juan del Puerto        |          |
| N-441 | Peguerillas - Huelva                                                                      |          |
| N-442 | Huelva - San José                                                                         |          |
| N-443 | AP-4 - Cadix                                                                              |          |

### De la Route Nationale N-V à la N-557
| Route | Itinéraire                                                   | Longueur |
| ----- | ------------------------------------------------------------ | -------- |
| N-V   | Madrid - Mérida - Badajoz - Portugal                         |          |
| N-501 | Ávila - Salamanque                                           |          |
| N-502 | La Serrada - Talavera de la Reina - Almadén - Espiel         |          |
| N-521 | Trujillo - Cáceres - Portugal                                |          |
| N-525 | Benavente - Ourense - Saint-Jacques-de-Compostelle           |          |
| N-532 | Verín - Portugal                                             |          |
| N-536 | Ponferrada - La Rúa                                          |          |
| N-540 | Lugo - Ourense                                               |          |
| N-541 | Ourense - Pontevedra                                         |          |
| N-547 | Guntín - Lavacolla                                           |          |
| N-550 | La Corogne - Saint-Jacques-de-Compostelle - Pontevedra - Tui |          |
| N-551 | Tui - Portugal                                               |          |
| N-552 | Vigo - Port de Vigo                                          |          |
| N-553 | AP-9 - N-550                                                 |          |
| N-554 | N-550 - Redondela                                            |          |
| N-557 | La Corogne - Port de La Corogne                              |          |

### De la Route Nationale N-VI à la N-651
| Route | Itinéraire                                                                           | Longueur |
| ----- | ------------------------------------------------------------------------------------ | -------- |
| N-VI  | Madrid - Ponferrada - Lugo - La Corogne                                              | 606 km   |
| N-601 | Adanero - Olmedo - Valladolid - León                                                 |          |
| N-603 | Los Ángeles de San Rafael - Segovie                                                  |          |
| N-610 | Palencia - Benavente                                                                 |          |
| N-611 | Santander - Torrelavega - Aguilar de Campoo - Palencia - Venta de Baños              |          |
| N-620 | Burgos - Valladolid - Tordesillas - Salamanque - Portugal                            |          |
| N-621 | Unquera - León                                                                       |          |
| N-622 | Lerma - Quintana del Puente                                                          |          |
| N-623 | Burgos - Santander                                                                   |          |
| N-625 | Mansilla de las Mulas - Arriondas                                                    |          |
| N-627 | Aguilar de Campoo - San Martín de Ubierna                                            |          |
| N-629 | Colindres - San Martín de Ubierna                                                    |          |
| N-630 | Gijón - Oviedo - León - Zamora - Salamanque - Plasencia - Cáceres - Mérida - Séville |          |
| N-631 | Embalse de Ricobayo - Rionegro del Puente                                            |          |
| N-632 | Luarca - Avilés - Gijón - Ribadesella                                                |          |
| N-633 | Aéroport de Bilbao - BI-631                                                          |          |
| N-634 | Saint-Jacques-de-Compostelle - Oviedo - Torrelavega - Bilbao - Saint Sébastien       |          |
| N-635 | Muriedas - Solares                                                                   |          |
| N-636 | S-10 - Aéroport de Santander                                                         |          |
| N-637 | Barakaldo - Elejalde                                                                 |          |
| N-640 | O Hospital - Lalín - Vilagarcía de Arousa                                            |          |
| N-641 | Gijón - El Musel                                                                     |          |
| N-642 | Ferrol - Vegadeo                                                                     |          |
| N-643 | Folgueras - Aéroport des Asturies                                                    |          |
| N-651 | Betanzos - Ferrol                                                                    |          |